# Stefanie Kubissa
Stefanie Kubissa (6 gennaio 1985) è una schermitrice tedesca, specializzata nella sciabola. Ha vinto una medaglia di bronzo ai Campionati mondiali di scherma.